# Jüdischer Friedhof (Šumperk)
Koordinaten: 49° 56′ 53,5″ N, 16° 57′ 16,4″ O

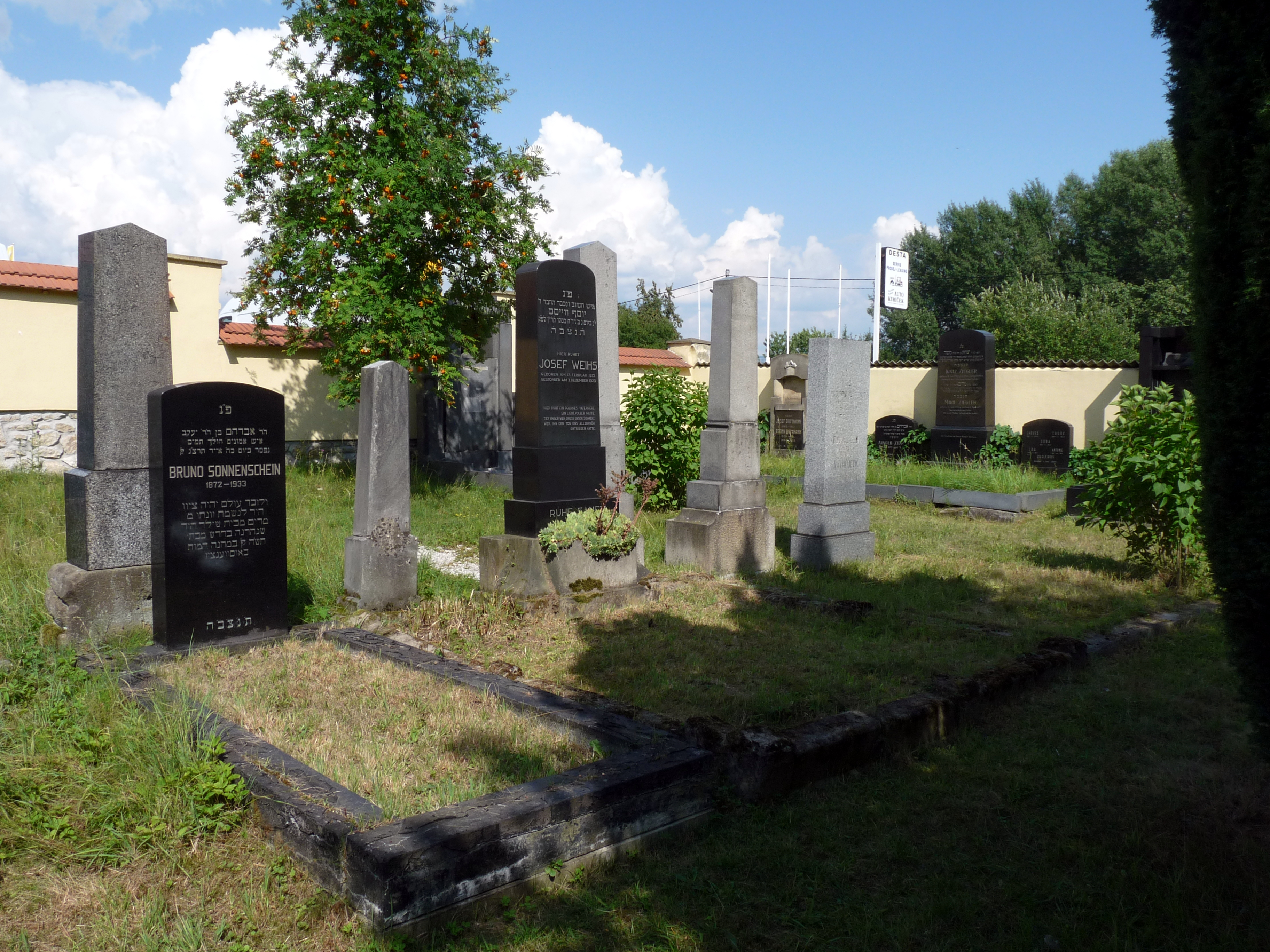
Jüdischer Friedhof in Šumperk

Der Jüdische Friedhof in Šumperk (deutsch Mährisch Schönberg), der Bezirksstadt des Okres Šumperk in Tschechien, wurde 1911 errichtet. Der jüdische Friedhof ist seit 1995 ein geschütztes Kulturdenkmal.